# ASP.NET
Az ASP.NET  egy nyílt forráskódú, szerveroldali webalkalmazás-keretrendszer, amelyet webfejlesztésre terveztek dinamikus weboldalak előállítására. A Microsoft fejlesztette ki, hogy lehetővé tegye a programozóknak dinamikus webhelyek, alkalmazások és szolgáltatások létrehozását. A név az Active Server Pages Network Enabled Technologies rövidítése.
Először 2002 januárjában adták ki a .NET-keretrendszer 1.0-s verziójával, és a Microsoft Active Server Pages (ASP) technológiájának utódja. Az ASP.NET a Common Language Runtime-ra (CLR) épül, lehetővé téve a programozók számára, hogy ASP.NET kódot írjanak bármely támogatott .NET nyelv használatával. Az ASP.NET SOAP kiterjesztési keretrendszer lehetővé teszi az ASP.NET összetevők SOAP üzenetek feldolgozását.
Az ASP.NET utódja az ASP.NET Core. Ez az ASP.NET újbóli megvalósítása moduláris webes keretrendszerként, más keretrendszerekkel, például az Entity Frameworkkal együtt. Az új keretrendszer az új nyílt forráskódú .NET Compiler Platformot (kódnév: "Roslyn") használja, és több platformon működik. Az ASP.NET MVC, az ASP.NET Web API és az ASP.NET Web Pages (egy kizárólag Razor oldalakat használó platform) egységes MVC 6-ba egyesült.